# Минеирао
Минеирао је стадион у Бело Оризонтеу, отворен 1965. Највећи је фудбалски стадион у држави Минас Жејрас а други највећи у Бразилу, након Маракане. Био је домаћин Купа конфедерација 2013, а на њему ће се одигравати и дјелови Свјетског првенства 2014. и Љетњих олимпијских игара 2016.
Пројекат за градњу стадиона је постојао и 25 година прије званичног отварања. Четрдесетих година прошлог вијека, почели су напори на изградњи, укључивани су менаџери, предузетници, спортисти и новинари. Радови су почели 1959. године. 
Минеирао је затворен у јуну 2010. због реновирања. 
Комплетно реновирани стадион је званично отворен 21. децембра 2012.
Највећа посјећеност је била 132 834 гледаоца 1997. године на мечу Крузеиро-Виља Нова, финале државне лиге. За ту утакмицу жене и дјеца нису плаћали, што је било уобичајено за то вријеме. Било је 74 857 купљених улазница и 56 618 жена и дјеце који су ушли бесплатно. Из сигурносних разлога, капацитет стадиона је смањен у последњих 40 година. 2004. године по захтевима ФИФА-е капацитет је смањен на 72 000 мјеста.